# 稲葉正誼
稲葉 正誼（いなば まさよし）は、山城淀藩の第11代藩主。正成系稲葉家宗家15代。官位は従五位下。丹後守。

## 経歴
越後国高田藩主榊原政令の七男として生まれる。幼名は栄之進。天保12年（1841年）9月27日、稲葉正守の養子となる。天保13年（1842年）6月18日、将軍徳川家慶に拝謁する。同年7月20日、養父正守の隠居により家督を継いだ。同年10月29日、従五位下・丹後守に叙任する。嘉永元年（1848年）10月22日、22歳で死去し、養嗣子の正邦が跡を継いだ。

## 系譜
父母
- 榊原政令（実父）
- 稲葉正守（養父）

養子
- 稲葉正邦 - 丹羽長富の七男